# Mojzer
Mojzer je priimek več znanih Slovencev:
- Ivo Mojzer (*1948), pevec zabavne glasbe